# Факундо Тельйо
Факундо Рауль Тельйо Фігероа (ісп. Facundo Raúl Tello Figueroa; нар. 4 травня 1982, Баїя-Бланка) — аргентинський футбольний арбітр, арбітр ФІФА з 2019 року. Він обслуговує найвищий дивізіон Аргентини з футболу з 2013 року.

## Біографія
Факундо Тельйо народився в Баїя-Бланка, провінція Буенос-Айрес, 4 травня 1982 року.

## Кар'єра
Тельйо дебютував у найвищому дивізіоні аргентинського футболу, де він обслуговував матч «Годой-Крус» і «Велес Сарсфілд», у чотирнадцятому турі «Фіналя» 2013 року, провівши лише чотири матчі у другому дивізіоні.
Тельйо, який перебуває у складі Асоціації арбітрів Бахієнсе, зробив свої перші кроки в турнірах Аргентинської футбольної асоціації з 2011 року, коли він дебютував у тодішньому Аргентинському турнірі А.
Після того, як Тельйо перейшов у перший дивізіон, він обслуговував першу літню суперкласику 2018 року з перемогою Мільйонерів з рахунком 1:0. Того ж року він був викликаний судити у фіналі-відповіді, який визначив друге підвищення до Суперліги 2018—2019, між «Сан-Мартін де Тукуман» і «Сарм'єнто» з перемогою «Сан-Мартін де Тукуман» з рахунком 5:1.
У 2019 році Тельйо увійшов до реєстру міжнародних арбітрів ФІФА, оскільки КОНМЕБОЛ призначив його 4-м суддею чемпіонату Південної Америки U-20 у Чилі разом зі своїми колегами Фернандо Рапалліні, Езекіелем Брайлоскі та Габріелем Шаде.
Він був одним із призначених арбітрів для обслуговування Кубка арабських націй 2021, оскільки його викликали для обслуговування матчу між Йорданією та Марокко. 6 листопада 2022 року Тельйо судив фінал «Трофею чемпіонів Аргентини» між «Бока Хуніорс» і «Расінгом», де він видав приголомшливі десять червоних карток (сім червоних карток клубу «Бока» і три — «Расінгу»).
19 травня 2022 року ФІФА оголосила список арбітрів Чемпіонату світу з футболу 2022 року, до складу якого потрапив Тельйо.
У квітні 2024 року Тельйо був включений до списку арбітрів чемпіонату Європи 2024 року.